# Kopuła (architektura)
Kopuła – sklepienie o kształcie czaszy, półkoliste, półeliptyczne, ostrołukowe lub cebulaste, oparte na murze lub bębnie budowane nad pomieszczeniami o planie kolistym, eliptycznym albo wielobocznym za pośrednictwem pendentywów lub tromp.
Do budowy kopuł używano ciosów kamiennych lub cegieł w kształcie klina (klińców). Obecnie do konstrukcji kopuł używa się stali lub żelbetu. Sklepienna część kopuły nazywana jest czaszą, a widoczna z wnętrza podniebieniem.
W okresie renesansu wprowadzono kopuły dwuwarstwowe o warstwach połączonych żebrami. Powierzchnia, widoczna od strony wewnętrznej, często jest wzbogacona przez wprowadzenie dodatkowych poziomych pasów, kasetonów, zdobiona malarsko lub rzeźbiarsko (sztukateria).
Jej wnętrze bywa doświetlane oknami umieszczonymi bezpośrednio w czaszy, bębnie lub za pośrednictwem latarni – nadbudówki w postaci wieżyczki wieńczącej kopułę. Kopuły stosuje się w budownictwie i architekturze od starożytności do czasów współczesnych.
Przykłady kopuł:
- Panteon na Polu Marsowym w Rzymie, kopuła o średnicy 43,3 m (zbudowany w 125 roku n.e., na miejscu prostokątnej świątyni z 27 roku p.n.e., zniszczonej przez pożar na początku II wieku;
- Hagia Sophia – Stambuł, kopuła o średnicy 32,6 m, wysokości 52,0 m, (wzniesiona w latach 532–562);
- kopuła bazyliki św. Piotra w Rzymie, kopuła o średnicy wewnętrznej 42,0 m, wysokości 52,0 m zaprojektowana w 1547 r. przez Michała Anioła;
- kopuła Hali Stulecia we Wrocławiu autorstwa Maxa Berga[1], wpisana na listę światowego dziedzictwa UNESCO. W chwili powstania (1913 r.) była największą kopułą na świecie[2] .

## Galeria

Katedra Santa Maria del Fiore we Florencji (2013)
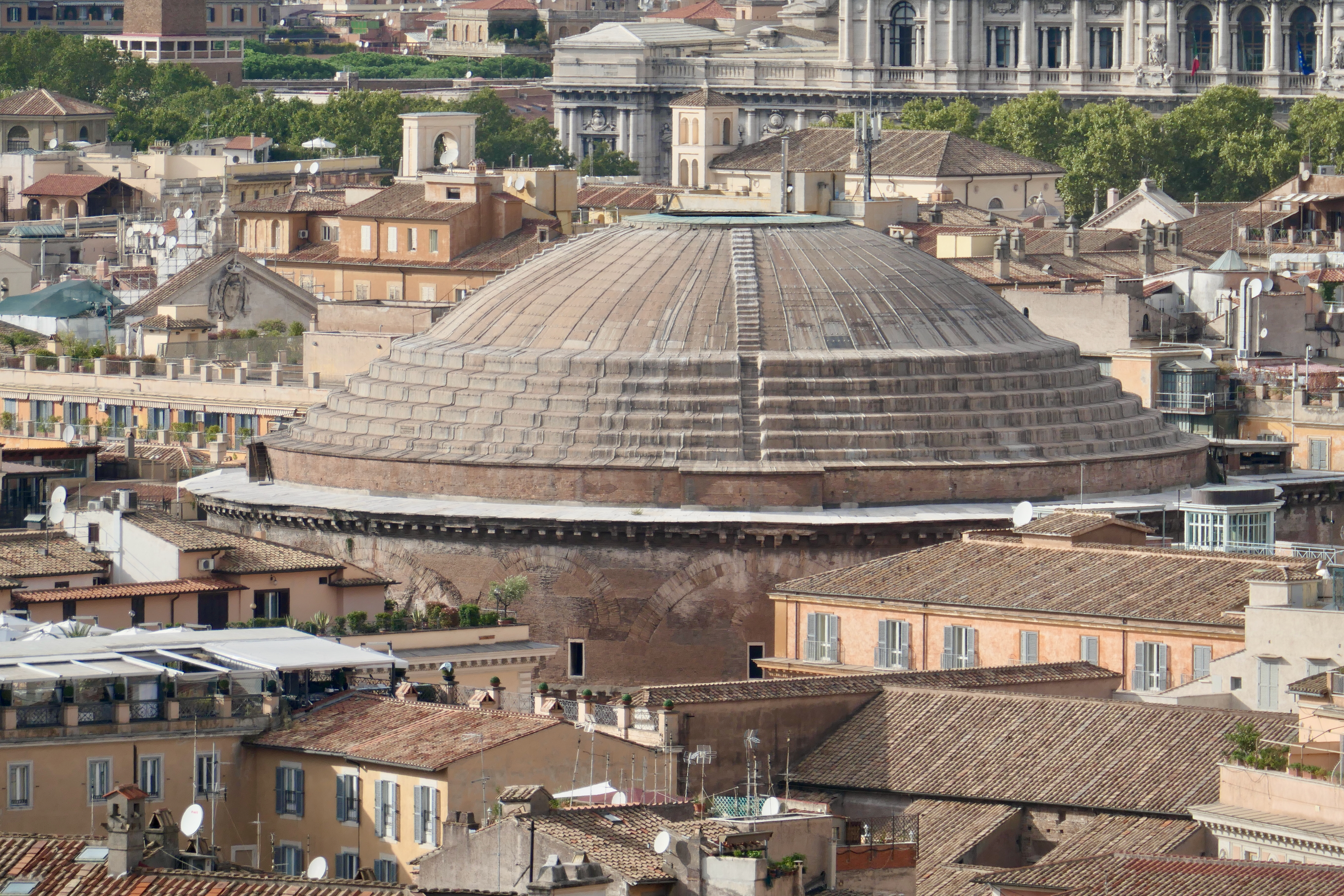
Kopuła, Panteon w Rzymie
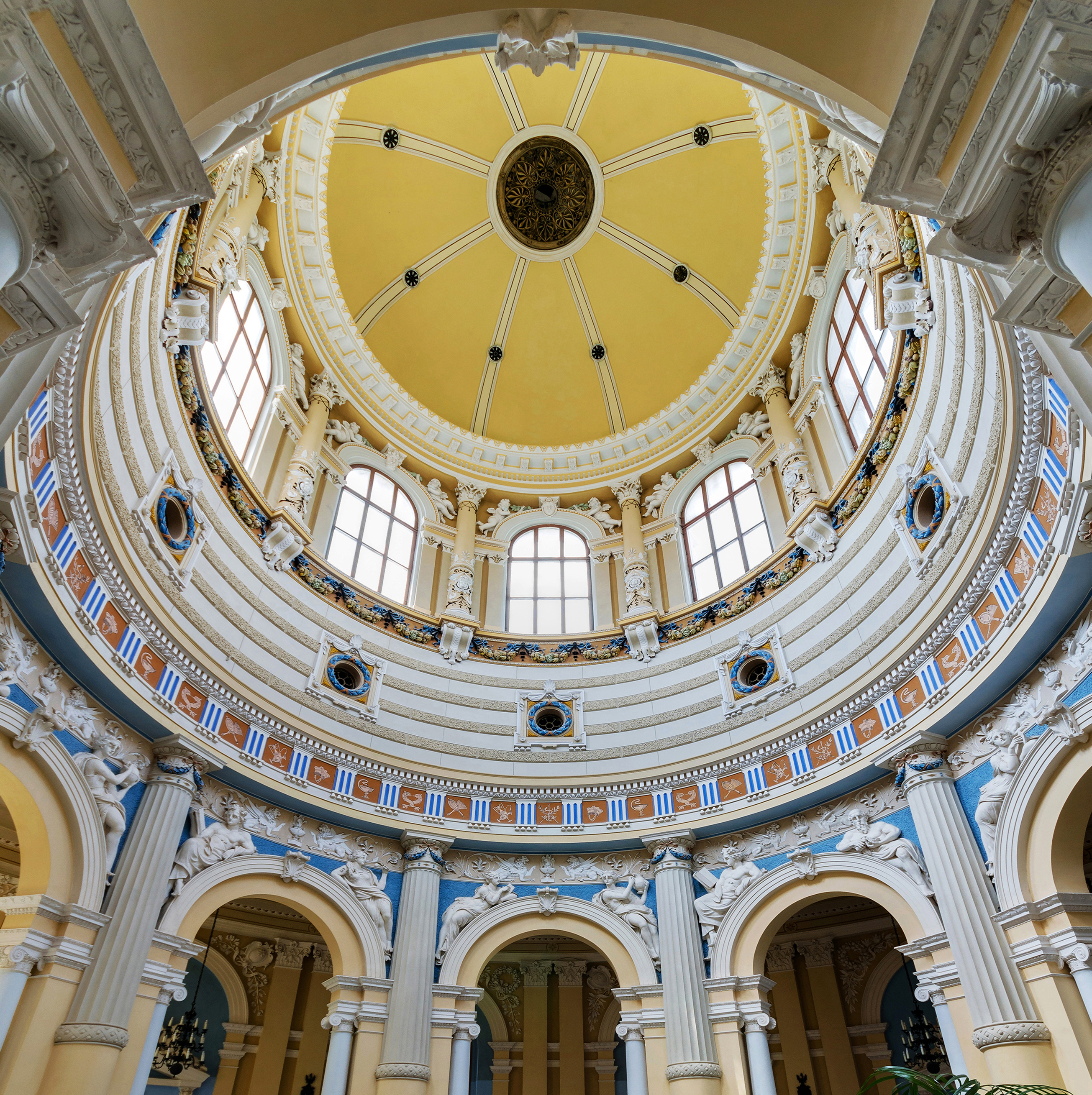
Wnętrze kopuły w zakładzie przyrodoleczniczym „Wojciech” w Lądku-Zdroju
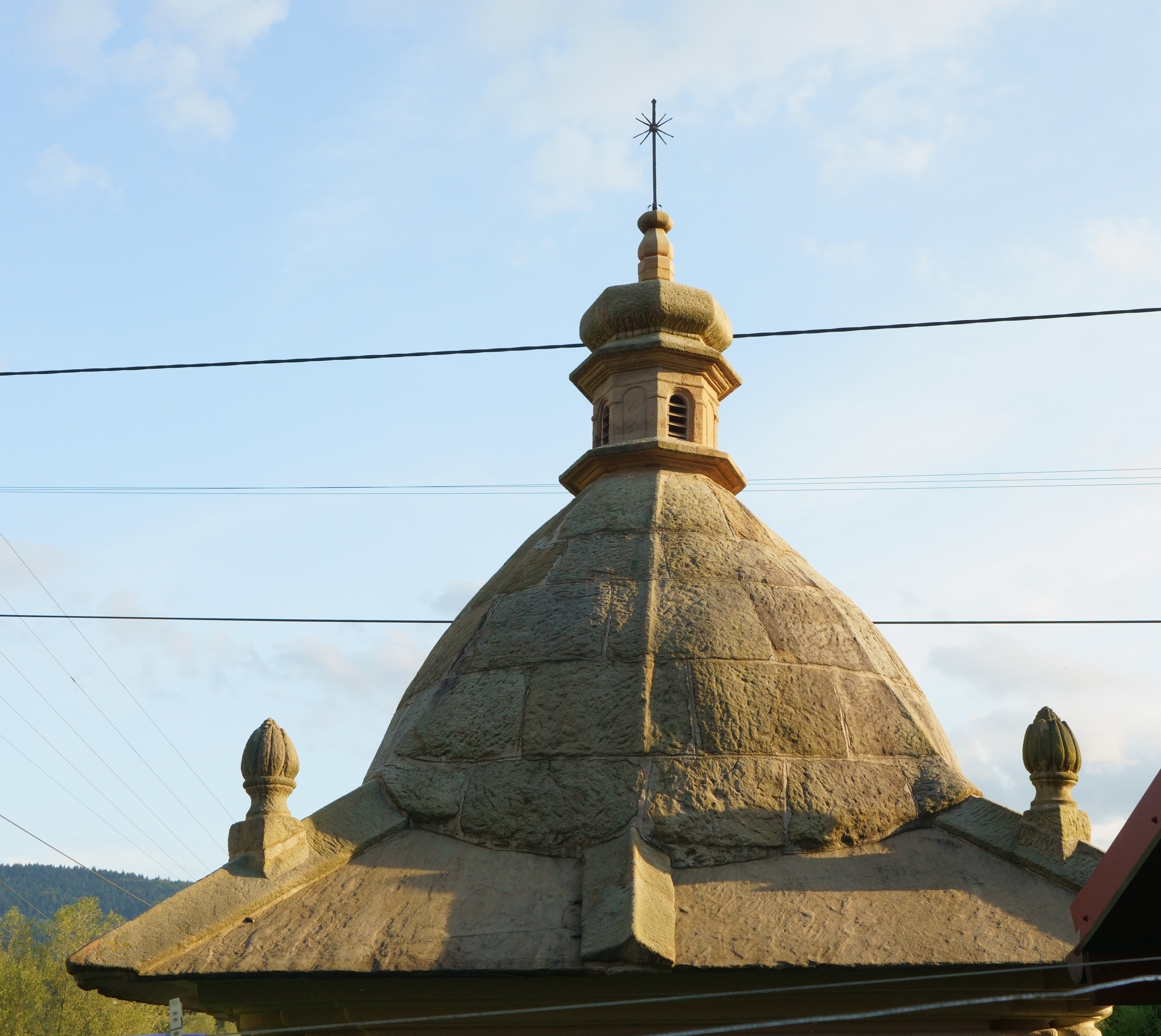
Kopuła, Kaplica pw. św. Antoniego w Stryszowie
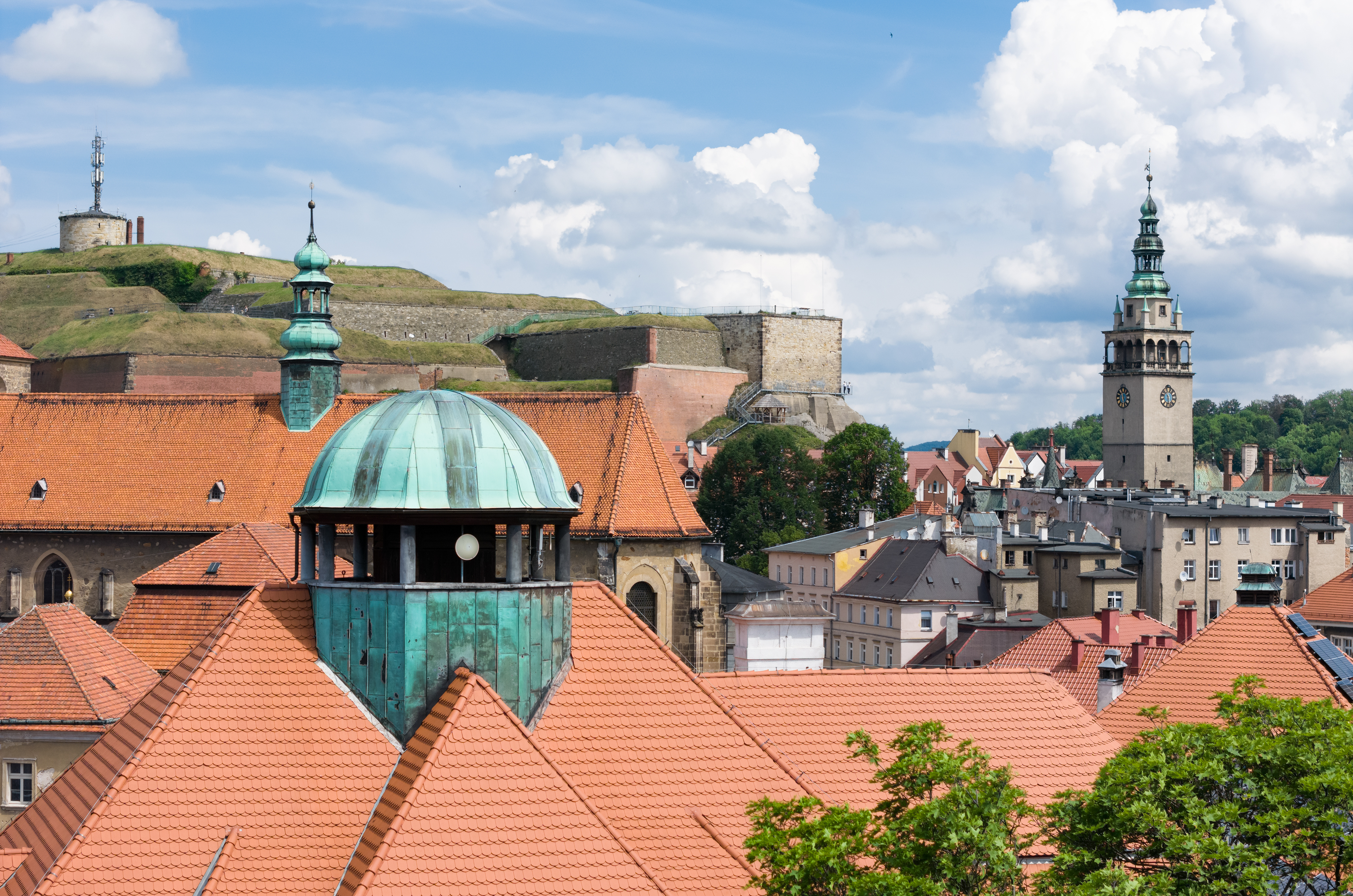
Kopuła na dachu Szkoły Podstawowej nr 1 w Kłodzku